# Iglesia de Santa María de la Merced
La Iglesia de Santa María de la Merced es la iglesia del Seminario de Viena, aunque fue construida cuando este era el Hospital Español.

## Historia
Construida por Anton Ospel, su primera piedra  fue colocada por el emperador Carlos VI el 2 de agosto de 1722 y fue consagrada el 24 de septiembre de 1723 por el primer arzobispo de Viena, Segismundo Conde Kollonitsch, en honor a Santa María de la Merced.

## Descripción
Es de planta rectangular, con una rica decoración de estuco en el techo. La fachada, de dos torres, era originalmente de estilo altobarroco, pero fue rediseñada en estilo clasicista en 1821. 
Tiene dos altares a cada lado, el retablo del primer altar lateral del lado del Evangelio fue pintado por Carlo Carlone ("San Borromeo", c. 1727), el del segundo por François Roettiers ("Cristo y Pedro en el mar de Galilea", 1727). El retablo ("San Jenaro", 1725) del primer altar lateral del lado de la epístola es obra de Martino Altomonte. El órgano procede del taller de Georg Hradetzky y fue instalado en 1970.
En la cripta hay siete ataúdes, entre ellos el del padre redentorista Franz Tandler (1820-1902), que trabajó durante 45 años como pastor de jóvenes en la iglesia y fundó la primera Asociación de Jóvenes Católicos en 1857, que es la asociación matriz del Movimiento de la Juventud Católica Austriaca.